# Caladenia picta
Caladenia picta là một loài thực vật có hoa trong họ Lan. Loài này được (Nicholls) M.A.Clem. & D.L.Jones ex Chapm. mô tả khoa học đầu tiên năm 1991.